# Tord Wiksten
Tord Wiksten (n. 30 iunie 1971, Comuna Skellefteå, Comitatul Västerbotten, Suedia) este un biatlonist ce a reprezentat Suedia, medaliat olimpic. A participat la 3 ediții ale Jocurilor Olimpice (1992, 1998, 2002) în care a câștigat o medalie de bronz.